# Tigray

Regionens läge i Etiopien.

Tigray i norra Etiopien är en av landets tolv regioner (kililoch). Den var tidigare känd som Region 1. Den bebos framför allt av tigreaner, som utgör 96,55 procent av regionens befolkning. Folkmängden uppgick till 5 247 005 invånare vid folkräkningen 2017, på en yta av 50 079 kvadratkilometer. Huvudstad är Mekele. Andra större städer är Adigrat, Adwa, Aksum och Endasilasie. Tigray gränsar i norr till Eritrea, i väster till Sudan, i öster till den etiopiska regionen Afar och i söder till Amhara, även det en etiopisk region.

## Historia
Kungariket Aksum beskriver Etiopiens historia från 100 f.Kr. fram till 900-talet. Rikets centrum låg i Tigray-regionen. I Boken om Aksum framgår att regionen bestod av 13 distrikt, bland annat: Tembien, Hamasien, Agame, Enticho, Enderta och Abergele.

## Administrativ indelning
Regionen är indelad i fem zoner samt en speciell zon:

### Zoner
- Debubawi (södra)
- Mehakelegnaw (mellersta)
- Mi'irabawi (västra)
- Misraqawi (östra)
- Semien Mi'irabawi (nordvästra)

### Speciell zon
- Mekele